# Christian Horner
Pour les articles homonymes, voir Horner.
Christian Horner, né le 16 novembre 1973 à Royal Leamington Spa dans le Warwickshire (Angleterre), est un dirigeant sportif et ancien pilote de course automobile britannique. 
Directeur de l'équipe Arden Motorsport dans le championnat de Formule 3000, il devient directeur de l'écurie Red Bull Racing de son entrée en Formule 1 en 2005 jusqu'en juillet 2025 et a gagné, à sa tête, quatre titres consécutifs de champion du monde des constructeurs et des pilotes (avec Sebastian Vettel), de 2010 à 2013, puis quatre autres à la suite côté pilotes avec Max Verstappen de 2021 à 2024, ainsi que les championnats du monde des constructeurs en 2022 et 2023. 
En juillet 2025, après vingt années à la tête de Red Bull Racing, l'entreprise annonce son départ immédiat, quelques jours après le Grand Prix de Grande-Bretagne. 

## Carrière de pilote
Horner commence sa carrière de pilote automobile en 1991 dans une académie nationale de Formule Renault. En 1992, Il s'engage en championnat britannique de Formule Renault au sein de l'écurie Manor Motorsport. Il remporte plusieurs courses et est élu Rookie of the year.
En 1994, il intègre le Championnat de Grande-Bretagne de Formule 3 au sein de l'écurie Fortec. En 1995, toujours dans le même championnat, il passe chez ADR puis, en 1996, chez TOM'S. En 1996, il participe également à quelques courses du Championnat de Grande-Bretagne de Formule 2.
En 1997, il s'engage au championnat de Formule 3000, avec l'écurie Arden International, dont il est le cofondateur. Il se rend vite compte que diriger une équipe est plus dans ses attributions que de piloter et, fort de ce constat, décide de mettre un terme à sa carrière de pilote à la fin de la saison.

## Carrière de manager

### Début de carrière

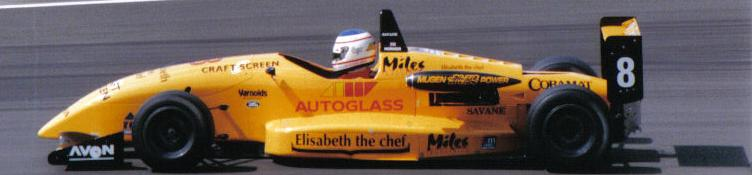
Christian Horner au volant d'une F3 de l'équipe sur le circuit de Silverstone durant le Championnat de Grande-Bretagne de Formule 3 1995.

En 1998, à 25 ans, Christian Horner décide de poursuivre en Formule 3000, désormais en tant que dirigeant de l'écurie Arden International. Il signe avec les pilotes Viktor Maslov et Marc Goossens pour la saison 1999. L'écurie, malgré la venue de Darren Manning, ne gagne aucune course les trois premières saisons. En 2002, Horner engage Tomáš Enge et Björn Wirdheim pour remplacer Manning et Maslov. Enge remporte le titre mais est rétrogradé à la troisième place à la suite d'un test anti-drogue positif, le titre revenant à Sébastien Bourdais. 2003 est l'année de la consécration puisque Townsend Bell remplace Enge tombé en disgrâce tandis que Wirdheim gagne le titre avec 35 points d'avance sur le second Ricardo Sperafico. En 2004, l'équipe Arden domine à nouveau le championnat grâce à Vitantonio Liuzzi. L'arrivée du pilote Robert Doornbos pour épauler Liuzzi permet à l'équipe de remporter les titres pilote et constructeur avec une avance de 30 points sur le second et 46 points au championnat des constructeurs. Au même moment, Horner base l'écurie Arden International dans les locaux de Prodrive à Banbury avant de la déménager dans les anciennes installations de 22-Motorsport.

### Chez Red Bull
En 2005, après avoir racheté Jaguar Racing, Dietrich Mateschitz lance l'écurie Red Bull Racing en Formule 1 en compagnie de son compatriote Helmut Marko, et ils engagent Christian Horner comme Team Principal, faisant de lui, à 31 ans, le plus jeune directeur d'écurie de l'histoire de la discipline. En 2006, afin de célébrer le premier podium de l'équipe au Grand Prix de Monaco (3e place de David Coulthard), Horner saute dans une piscine, ne portant pour seul vêtement qu'une cape de Superman. En 2009, l'écurie termine deuxième du championnat des constructeurs avec les pilotes Sebastian Vettel et Mark Webber, respectivement deuxième et quatrième du championnat des pilotes.
En 2010, Red Bull Racing gagne son premier titre de champion du monde des constructeurs à une course de la fin tandis que Vettel remporte le titre des pilotes lors du dernier Grand Prix de la saison à Abou Dabi. En 2011, l'équipe réalise un nouveau doublé en remportant le championnat du monde des constructeurs, Sebastian Vettel obtenant un second titre et devenant le plus jeune double champion du monde de la Formule 1. 2012 et 2013 voient Sebastian Vettel champion pilote et Red Bull Racing champion constructeurs parvenir à quatre titres consécutifs, triomphes auquel s'associe Renault avec son moteur V8 atmosphérique. 
À partir de la saison 2014, l'écurie Mercedes Grand Prix entame une période de domination implacable qui correspond à l'ère des moteurs V6 turbo-hybrides à double système de récupération d'énergie, avec sept titres pilotes et constructeurs consécutifs. Red Bull, qui continue avec Renault, avant de s'associer à Honda, engage Max Verstappen à partir de 2016 et remporte quelques victoires par saison. Alors que Lewis Hamilton n'a jamais eu de sérieux adversaire en dehors de son propre coéquipier Nico Rosberg entre 2014 et 2016, le pilote néerlandais devient en 2021 son plus grand rival, l'association Red Bull-Honda donnant sa pleine mesure, et Christian Horner multipliant les joutes verbales avec Toto Wolff,. L'écurie qu'il dirige se retrouve ainsi à nouveau capable de remporter des titres. Si elle termine deuxième du classement constructeurs, elle remporte son cinquième titre pilotes avec Max Verstappen auteur dans la saison de dix victoires, dix-huit podiums et dix pole positions au volant de la RB16B. La saison suivante est la meilleure de son histoire, avec dix-sept victoires dont un record de quinze succès pour Max Verstappen, qui remporte un deuxième titre chez les pilotes, alors que l'écurie est sacrée pour la cinquième fois chez les constructeurs avec un total de 759 points, neuf ans après le titre précédent. 
Fin décembre 2021, le contrat de Christian Horner à la tête de l'écurie est prolongé « au moins » jusqu'en 2026.
Le 9 juillet 2025, il est renvoyé de son poste avec effet immédiat et remplacé  par Laurent Mekies, le directeur de Racing Bulls,. La décision intervient au cours d'une saison difficile pour Red Bull et son pilote Max Verstappen, alors que l'équipe peine à construire une voiture suffisamment performante.

## Vie privée

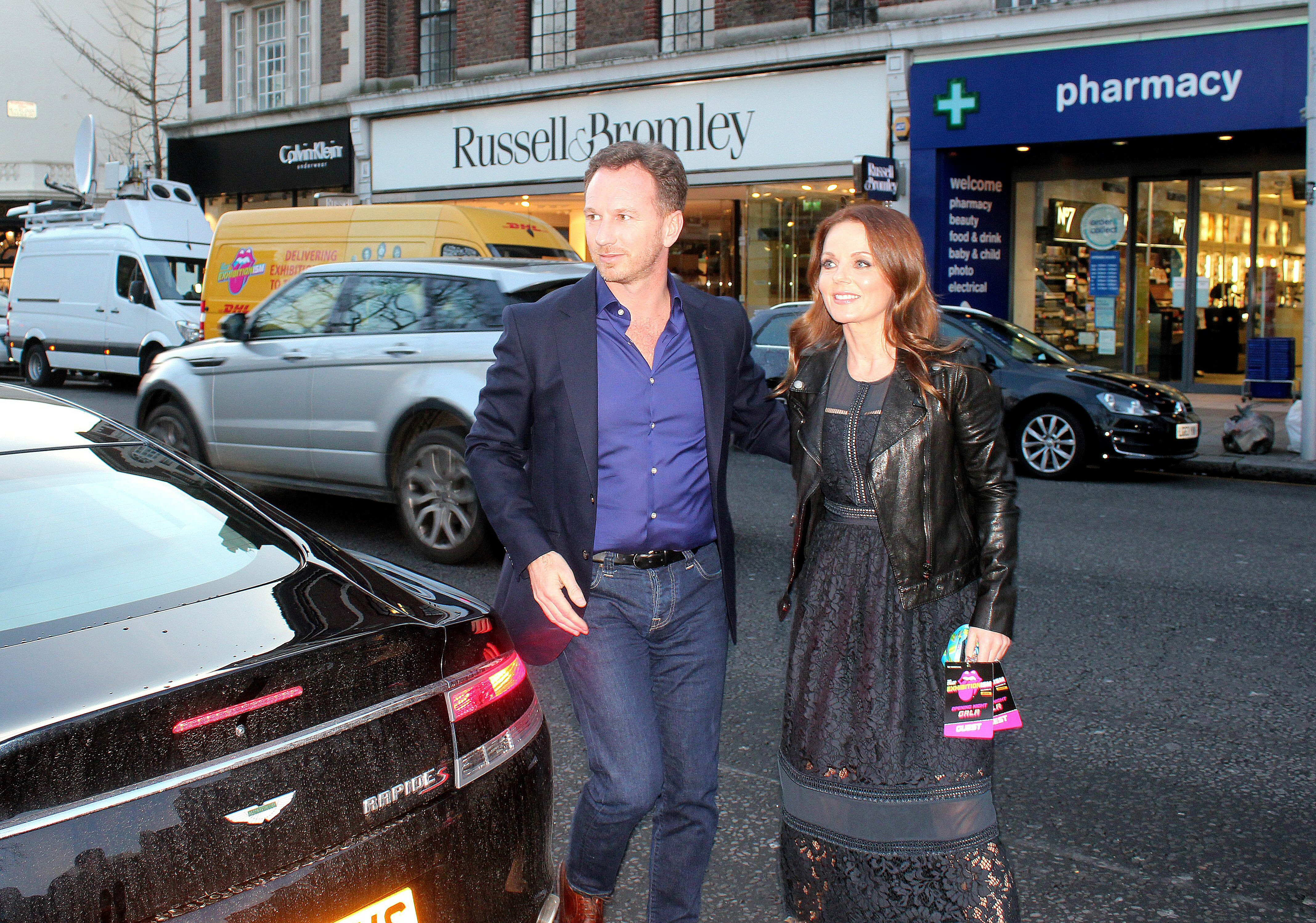
Christian Horner et Geri Halliwell à Londres en 2016.

Horner a fait ses études à la « Warwick School (en) », Warwick et à l'Arnold Lodge School (en), Royal Leamington Spa. Il a deux frères Jamie et Guy. 
Il est marié avec la chanteuse Geri Halliwell, ex-membre du groupe Spice Girls, depuis le 15 mai 2015. Avant ce mariage, il a eu une fille de Beverley Allen, née en octobre 2013 et prénommée Olivia. Avec son épouse, il a un garçon, Montague George Hector, né le 21 janvier 2017.

## Récompenses et distinctions
- Officier de l'ordre de l'Empire britannique, juin 2013[7].
- Commandeur de l'ordre de l'Empire britannique, décembre 2023[8].